# 국립대만문학관
국립대만문학관(중국어: 國立臺灣文學館)은 대만 타이난시에 있는 문학관이다. 중화민국 문화부에서 운영하는 이 문학관은 문학 유물을 연구, 카탈로그화, 보존, 전시하는 대만 최초의 국립 문학관이다.